# Луговское (Ленинградская область)
Луговское — деревня в Осьминском сельском поселении Лужского района Ленинградской области.

## История
Впервые упоминается в писцовых книгах Шелонской пятины 1498 года, как деревня Логовское в Сумерском погосте Новгородского уезда.
Деревня Луговское, состоящая из 35 крестьянских дворов обозначена на карте Санкт-Петербургской губернии Ф. Ф. Шуберта 1834 года.

ЛУГОВСКОЕ — деревня принадлежит её величеству, число жителей по ревизии: 98 м. п., 108 ж. п. (1838 год)

Деревня Луговское из 35 дворов отмечена на карте профессора С. С. Куторги 1852 года.

ЛУГОВСКОЕ — деревня Гдовского её величества имения, по просёлочной дороге, число дворов — 43, число душ — 98 м. п. (1856 год)

ЛУГОВСКОЕ — деревня государственная при ручье безымянном, число дворов — 45, число жителей: 101 м. п., 107 ж. п.; Часовня православная. (1862 год)

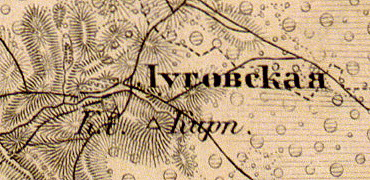
Деревня Луговское на карте 1863 года

Согласно карте из «Исторического атласа Санкт-Петербургской Губернии» 1863 года деревня называлась Луговская, близ неё обозначен кирпичный завод.
Сборник Центрального статистического комитета описывал её так:

ЛУГОВСКАЯ — деревня бывшая владельческая, дворов — 43, жителей — 246; часовня, 2 кожевенных завода. (1885 год)

В XIX — начале XX века деревня административно относилась к Осьминской волости 2-го земского участка 1-го стана Гдовского уезда Санкт-Петербургской губернии.
По данным «Памятной книжки Санкт-Петербургской губернии» за 1905 год деревня Луговское образовывала Луговское сельское общество.
С 1917 по 1919 год деревня Луговское входила в состав Осьминской волости Гдовского уезда.
С 1920 года, в составе Луговского сельсовета Кингисеппского уезда.
С 1926 года, в составе Осьминского сельсовета Осьминской волости.
С 1927 года, в составе Осьминского района.
По данным 1933 года деревня Луговское входила в состав Осьминского сельсовета Осьминского района.
Деревня была освобождена от немецко-фашистских оккупантов 1 февраля 1944 года.
С 1961 года, в составе Сланцевского района.
С 1963 года, в составе Лужского района.
В 1965 году население деревни Луговское составляло 210 человек.
По данным 1966, 1973 и 1990 годов деревня Луговское входила в состав Осьминского сельсовета Лужского района.
По данным 1997 года в деревне Луговское Осьминской волости проживали 85 человек, в 2002 году — 51 человек (русские — 84 %).
В 2007 году в деревне Луговское Осьминского СП проживали 54 человека.

## География
Деревня расположена в северо-западной части района на автодороге 41К-669 (Осьмино — Хилок).
Расстояние до административного центра поселения — 7 км.
Расстояние до ближайшей железнодорожной станции Молосковицы — 60 км.
Деревня находится на правом берегу реки Белка, притока реки Саба.

## Демография
| 1838 | 1862 | 1885 | 1965 | 1997 | 2007 | 2010 |
| ---- | ---- | ---- | ---- | ---- | ---- | ---- |
| 206  | ↗208 | ↗246 | ↘210 | ↘85  | ↘54  | ↘50  |
| 2017 |      |      |      |      |      |      |
| ↘42  |      |      |      |      |      |      |

## Достопримечательности
- Каменная часовня 1915 года постройки
- Несколько двухэтажных старинных крестьянских домов, построенных из местного кирпича[23].

## Улицы
Дорожная, Кирпичная.